# Mariusz Szmidka
Mariusz Szmidka (ur. 2 lutego 1966 w Kartuzach) – polski redaktor, dziennikarz i korespondent radiowy. W latach 2012–2021 redaktor naczelny Dziennika Bałtyckiego POLSKA The Times, od 2021 redaktor naczelny tygodnika „Zawsze Pomorze”.

## Życiorys

### Życie prywatne
Mariusz Szmidka urodził się 2 lutego 1966 w Kartuzach. Dzieciństwo i młodość spędził w Staniszewie koło Sianowa, małej kaszubskiej wiosce. Podczas studiów na Uniwersytecie Gdańskim poznał swą przyszłą żonę, Mirosławę. Obecnie mieszka w Kartuzach i ma troje dzieci: Paulinę, Dawida i Alicję.

### Edukacja i kariera
Mariusz Szmidka ukończył szkołę podstawową w Staniszewie, następnie w latach 1980–1984 uczęszczał do I Liceum Ogólnokształcącego im. Hieronima Derdowskiego w Kartuzach. W 1984 podjął studia wyższe na Uniwersytecie Gdańskim, na Wydziale Ekonomiki transportu i kierunku Transport lądowy, które ukończył w 1990. Natomiast w latach 1995–1997 odbył Podyplomowe Studium Dziennikarstwa na Uniwersytecie Gdańskim.
Podczas studiów zaangażował się w działalność Klubu Studenckiego Pomorania, studenckiej organizacji działającej przy Zrzeszeniu Kaszubsko-Pomorskim oraz pomorskich wyższych uczelniach, zajmującej się rozwojem kultury, języka oraz budowy regionalizmu i społeczeństwa obywatelskiego na całym Pomorzu oraz w jego subregionach, zwłaszcza na Kaszubach. W latach 1986–1988 był jej Prezesem.
Przygodę z dziennikarstwem zaczął już na studiach, kiedy to wraz z grupą przyjaciół założył kaszubskojęzyczne pismo Tatczezna (Ojcowizna). Współpracował już wtedy z "Pomeranią", miesięcznikiem społeczno-kulturalnym. Pisywał pod pseudonimami Jaromir, Dawid Jaskulski. Po studiach w roku 1990 trafił do nowo powstałego "Tygodnika Kartuzy". Tam przeszedł wszystkie szczeble kariery zawodowej – od reportera do redaktora naczelnego. Jednocześnie przez blisko 10 lat był terenowym korespondentem Radia Gdańsk i Telewizji Gdańsk. Z "Dziennikiem Bałtyckim" był związany od 1997. W latach 1997–2002 był szefem oddziału „Dziennika Bałtyckiego” w Kartuzach, a od 2002 zastępcą redaktora naczelnego „Dziennika Bałtyckiego”. W 2012 został redaktorem naczelnym tytułu. Kierowany przez niego "Tygodnik Kartuzy", piątkowy dodatek "Dziennika Bałtyckiego" osiągnął najlepszy wynik sprzedażowy (11 tys. egz.) i do dziś jest liderem pośród wszystkich tygodników powiatowych na Pomorzu. W czerwcu 2021 odszedł ze stanowiska redaktora naczelnego Dziennika Bałtyckiego. Następnie został redaktorem naczelnym tygodnika „Zawsze Pomorze”.
W latach 2001–2002 Mariusz Szmidka był wykładowcą i współtwórcą 2-letniego Międzynarodowego Kursu Dziennikarstwa (we współpracy z Uniwersytetem Ludowym w Skurup w Szwecji) prowadzonego na Kaszubskim Uniwersytecie Ludowym. Prowadził także przedmiot Perspektywa dziennikarza w sopockiej filii Szkoły Wyższej Psychologii Społecznej.

## Poglądy
Propagator kaszubszczyzny we wszystkich środowiskach, w których się obraca.
Po kaszubsku przemówił nawet do Papieża Jana Pawła II, gdy w czerwcu 1987 na gdańskiej Zaspie wręczał mu dar od Kaszubów – replikę figurki Matki Boskiej Sianowskiej Królowej Kaszub.

## Dzieła / Publikacje / Projekty
Jest autorem dwóch projektów redakcyjnych: Kaszubi w Unii Europejskiej oraz Pomorska Rodzina Blochów (pierwszego w Polsce prasowego reality show). Oba otrzymały grant z Urzędu Komitetu Integracji Europejskiej (2002).
Był autorem reportażu prasowego i inicjatorem akcji pomocy ciężko choremu na serce Piotrusiowi z Borowa. Efektem akcji był udany przeszczep serca w maju 1999 w Krakowie.
Redaktor Szmidka jest inicjatorem szeregu prosprzedażowych pomysłów redakcyjno-marketingowych: wydawania map turystycznych i dołączania ich do gazety, dwóch płyt CD z kolędami w języku kaszubskim, naklejek z gryfem kaszubskim oraz słowników polsko-kaszubskiego i polsko-kaszubsko-góralskiego. Ten ostatni w sierpniu 2006 został jednocześnie dołączony do "Dziennika Bałtyckiego" i Gazety Krakowskiej z okazji pieszej pielgrzymki Kaszubów na Giewont.
Jego niekonwencjonalny pomysł wydania talii 24 kart z wizerunkami osób ważnych na Kaszubach i promującej popularną w regionie grę w baśkę został doceniony na ogólnopolskich targach Media Trendy w Warszawie w 2006 roku. Otrzymał wyróżnienie w kategorii Autopromocja Medium – Media Regionalne.
W 2007 był wydawcą nagrodzonej Srebrną Chimerą (Międzynarodowy Konkurs Projektowania Prasowego) okładki "Dziennika Bałtyckiego" ilustrującej przyznanie Polsce organizacji mistrzostw Europy w piłce nożnej.
W 2009 był redaktorem i współautorem 208-stronicowej kolekcji o pomorskim Kościele pt. "Kościół na Pomorzu".
Mariusz Szmidka jest także współautorem albumu "Kaszubi w Ziemi Świętej" dokumentującego historyczną pielgrzymkę 400 Kaszubów do Izraela, współorganizatorem i współtwórcą wykonania na Rynku w Kartuzach wielkoformatowego pamiątkowego zdjęcia 5 tys. Kaszubów z okazji ich zjazdu w 2001 oraz koordynatorem wydania płyty z pierwszym kaszubskojęzycznym filmem komediowym „Testament”, na podstawie powieści „Monika” Jana Drzeżdżona. Udzielał również głosu kilku postaciom kaszubskojęzycznej wersji filmu "Jezus" zrealizowanego na podstawie Ewangelii Łukasza.
W 1997 był redaktorem książki "Wokół Jezior Raduńskich", a w latach 2002 (I wydanie) i 2008 (II wydanie) autorem tekstó w wprowadzających i opisów w albumie fotograficznym Artura Sochy pt. "Kaszuby z nieba widziane".
W 2010 wspólnie z Eugeniuszem Gołąbkiem wydał słowniczek polsko-kaszubski.
Od 2010 prowadził program Bez znieczulenia emitowany w lokalnej telewizji TVT Teletronik.

## Nagrody i odznaczenia za twórczość dziennikarską i działalność społeczną
- 2005 – Nagroda Sejmiku Województwa Pomorskiego
- 2005 – Złota Odznaka Zasłużony dla Ochrony Przeciwpożarowej
- 2006 – Medal 50-lecia Zrzeszenia Kaszubsko-Pomorskiego
- 2006 – Złota Odznaka LZS
- 2009 – Tytuł i maczuga Ambasadora Kaszub
- 2011 – Nagroda Bursztynowego drzewa